# Штерн, Лео
Лео Штерн (нем. Leo Stern) (27 марта 1901, Волока, Австро-Венгерская империя — 2 января 1982, Галле, ГДР) — немецкий историк и общественный деятель ГДР. Брат Манфреда Штерна и Вольфа Штерна.

## Биография
Учился в Венском университете.
В 1921 году вступил в коммунистическую партию Австрии.
В 1927 и 1934 годах принимал участие в вооружённых выступлениях венских рабочих.
С 1934 года — в эмиграции: Чехословакия, СССР.
В рядах РККА принимал участие в боях против германского нацизма, входил в Национальный комитет «Свободная Германия».

### Преподавательская и научная карьера
По возвращении в Австрию вёл преподавательскую работу.
В 1950 году эмигрировал в ГДР, вступил в СЕПГ.
В 1950 году стал профессором университета в Галле.
В 1953—1959 годах — ректор университета в Галле.
С 1955 года — член АН ГДР.
В 1963—1968 годах — вице-президент АН ГДР.
В 1957—1975 годах — председатель немецкой секции Комиссии историков ГДР и СССР.

#### Труды
Автор работ, посвящённых широкому кругу проблем История Германии|германской истории от средневековья до современности, главным образом, по вопросам истории рабочего движения, а твкже историографии.
- Martin Luther und Philipp Melanchthon… — B., 1953.
- Zur Vorgeschichte der Gründung der Kommunistischen Partei Deutschlands. — [Halle, 1954].
- Der Einfluss der Grossen sozialistischen Oktoberrevolution auf Deutschland und die deutsche Arbeiterbewegung. — B., 1958; в русском переводе: Влияние Великой Октябрьской социалистической революции на Германию и германское рабочее движение. — М., 1960.
- Die zwei Traditionen der deutschen Polenpolitik und die Revolution von 1905‒1907 im Königreich Polen. — B., 1961.
- Der Antikommunismus als politische Hauptdoktrin des deutschen Imperialismus. — B., 1963.